# راندي بلوم
راندي بلوم (بالإنجليزية: Randy Bloom)‏ هي رسامة أمريكية، ولدت في 1955.